# Kang Su
Kang Su (n. 15 mai 1994) este o sportivă ce a reprezentat Republica Populară Chineză. A participat la competiții asociate Jocurilor Olimpice în care a câștigat o medalie de aur și o medalie de argint.